# Alberto Cavasin
Alberto Cavasin (Treviso, 9 de janeiro de 1956) é um ex-futebolista e treinador de futebol italiano. Atualmente está sem clube desde 2011.
Cavasin venceu uma vez o prêmio Panchina d'Oro, de melhor  técnico italiano da temporada, ele é muito ligado as cores da Sampdoria